# غوستاف فون إيشيرش
غوستاف فون إيشيرش (بالألمانية: Gustav von Escherich)‏ (و. 1849 – 1935 م) هو رياضياتي، وأستاذ جامعي نمساوي، ولد في مانتوفا، كان عضوًا في الأكاديمية النمساوية للعلوم، توفي في فيينا، عن عمر يناهز 86 عاماً.

## التعليم
تعلم في جامعة فيينا، وتعلم في Graz University of Technology ‏
.